# Pedro Domiense de Oliveira
Pedro Domiense de Oliveira (Salvador, 14 de maio de 1921 — 07 de maio de 1964), foi um funcionário público do Diretoria dos Correios da Bahia e um militante político do (PCB), fundado em 1922 por Astrogildo Pereira em Niterói, Rio de Janeiro. Exposto à torturas por agentes e autoridades do Quartel da 6ª Região Militar em maio de 1964, um mês após a instauração da ditadura militar brasileira (1964 — 1985), regime autoritário e de caráter nacionalista.
Pedro era casado com Maria de Lourdes Santana, e foi descoberto pelos militares por conta de uma operação realizada pelo governo em 12 municípios da Bahia, em busca de encontrar militantes e políticos de esquerda, que eram contra ao regime militar vigente. Segundo afirmou sua esposa, Pedro foi denunciado pelo seu próprio chefe, João Maximiano dos Santos, diretor dos Correios na época.
No dia 04 de maio de 1964, Pedro foi preso enquanto realizava suas atividades no trabalho. O membro do PCB foi levado por agentes do Exército e em seguida para o interrogatório a troco de fornecer informações sobre o partido político do qual fazia parte. Desde então, Pedro foi torturado e encontrado quase morto por Maria de Lourdes no dia 06 de maio, após dois dias da sua prisão, em uma região próxima a Base Aérea de Salvador.
Encaminhado para o Pronto-Socorro Getúlio Vargas, Pedro faleceu no dia 07 de maio de 1964. Ele é um dos casos investigados pela Comissão da Verdade, fundada especialmente para realizar investigações sobre os crimes cometidos pelo Estado brasileiro, com interesse em apurar mortes e desaparecimentos na ditadura militar brasileira.

## Biografia
Natural da cidade de Salvador, capital do estado da Bahia, Pedro Domiense de Oliveira era filho de Januária Domiense de Oliveira e de João Fagundes de Oliveira, e esposo da Maria de Lourdes Santana Domiense, com quem teve três filhos. Seu interesse pela militância política teve início ainda na época do colégio,em que estudou no Colégio Central da Bahia.
Quando estava na faculdade, Pedro precisou interromper o seu curso de bacharel em Ciências e Letras devido a ameaças e perseguições políticas. Ligado ao PCB desde jovem, antes de ingressar como funcionário público em 1950, no Departamento de Correios e Telégrafos, Pedro trabalhou no jornal O Momento, aonde manifestava seus interesses políticos e partidários. Neste momento, ele já chamava atenção por seus ideias de esquerda dos teóricos Karl Marx e Friedrich Engels. O Partido Comunista Brasileiro tem como principal base teórica para a ação prática, o marxismo-leninismo que se pauta nos princípios desenvolvidos por Vladimir Lênin.
Além da carreira acadêmica e profissional, Pedro se destacou como presidente da Associação dos Posseiros do Nordeste de Amaralina, da Sede Beneficente dos Moradores de Ubaranas.
Em decorrência ao golpe civil militar, instaurado no dia 1 de abril de 1964, as forças políticas repressivas responsáveis por derrubar o governo do até então presidente João Goulart (1919 — 1976), estavam em busca de silenciar pessoas suspeitas de envolvimento com atividades "subversivas", ou seja, contrárias do governo militar. Ainda que o ano de 1964 não tenha sido tão violento em relação aos direitos humanos, torturas, mortes e desaparecimentos, como o ano de 1970 – marco conhecido como o início dos "anos de chumbo" –, o autoritarismo e a supressão da liberdade de expressão foram práticas comuns do governo.

## Circunstâncias de morte
Levado por agentes do Exército no dia 4 de maio de 1964, Pedro Domiense foi torturado por dois dias, até ser encontrado agonizado pela sua mulher Maria de Lourdes, nas proximidades da Base Aérea de Salvador. Antes disso, no dia 5 de maio, Maria deparou-se com uma escolta do militares que estavam em busca de obter mais informações sobre a participação de Pedro no PCB. Sem mandado de busca e apreensão, os agentes do governo invadiram a casa da família e destruíram a residência a procura de provas incriminadoras.
Sem notícias do marido, Maria de Lourdes foi alertada por um vendedor ambulante no dia 6 de maio, de que Pedro Domiense estava quase morto nas imediações da base aérea, local conhecido como Santo Amaro. Ela foi até o encontro com o esposo, e alertou sobre o ocorrido. O corpo do militante foi escoltado até o Quartel da 6ª Região Militar, por membros do Exército, e na sequência levado para o Pronto-Socorro do Hospital Getúlio Vargas, aonde veio falecer no dia 7 de maio.

Partido Comunista Brasileiro (PCB) é um partido político brasileiro que se define como um partido de militantes e quadros revolucionários que se formam na luta de classes, na organização do proletariado e no estudo teórico das obras de Karl Marx e Friedrich Engels

Existem duas versões sobre a morte de Pedro. A primeira delas é que no seu atestado de óbito, o laudo da necropsia apontou que ele teria se suicidado por meio da ingestão de um veneno, conhecido pela seguinte descrição: “intoxicação aguda exógena”. A testemunha Washingon José de Souza, seu companheiro de prisão, garantiu tê-lo visto após sofre sessões de tortura na 6ª Região Militar, sendo então, o principal indício do seu envenenamento. O depoimento de José de Souzaestá presente no livro-relatório "Direito à Memória e à Verdade – Comissão Especial sobre Mortos e Desaparecidos Políticos”, editado pela Secretaria Especial dos Direitos Humanos da Presidência da República em 2007.

A segunda versão a ser desmentida sobre a morte do membro do PCB, foi de que ele teria se suicidado no dia 9 de maio de 1964, também no Quartel da 6ª Região Militar. Mas a testemunha Maria Helena dos Santos, funcionária do Departamento de Correios e Telégrafos, relatou que presenciou a prisão conduzida de Pedro no dia 4 daquele mesmo mês.
“No mesmo dia 4 de maio de 1964, me dirigi à 6ª Região Militar para saber o paradeiro do sr. Pedro Domiense e o coronel Maurino informou-me que ele estava preso e incomunicável. Retornei à casa dos seus familiares, que estava tomada por soldados do Exército, e informei à sua esposa o que me foi dito pelo coronel Maurino”.
O Instituto Médico Legal (IML) encaminhou o laudo de exame do cadáver de Pedro Domiense, e reafirmou que a morte foi causada por intoxicação, e que os peritos teriam enviado fragmentos do estômago e fígado para exame toxicológico. Foi detectado a presença de substâncias utilizadas em raticidas ou inseticidas.
O corpo de Pedro foi sepultado no cemitério Quintas dos Lázaros, em Salvador.

## Investigação
A Comissão Especial Sobre Mortos e Desaparecidos (CEMDP), concluiu que Pedro Domiense morreu em decorrência da ação do Estado brasileiro no ano de 1964, em que as violações aos direitos humanos eram comungadas e realizadas pela ditadura militar, implantada naquele ano.
Em 4 de dezembro de 1995, a Lei nº 9140 da Constituição Brasileira reconheceu como mortas as pessoas desaparecidas em razão de participação, ou acusação de participação, em atividades políticas no período de 2 de setembro de 1961 a 15 de agosto de 1979. Porém, nessa época o Estado brasileiro assumiu a responsabilidade pelo desaparecimento forçado de apenas 136 pessoas, um número bem menor do que o real. No ano seguinte, em 1996, o primeiro relator na CEMDP considerou que a única prova “de que Pedro Domiense de Oliveira fora preso por motivos políticos” era uma notícia do jornal A Tarde, da Bahia, e assim o pedido de vista do processo foi aceito.
Em novembro de 1996, uma relatora apresentou o voto pelo deferimento e novas provas do caso. Foi então constatado que embora o nome de Pedro Domiense não constasse no Dossiê dos Mortos e Desaparecidos Políticos Políticos, ele fazia parte de outras listas de mortos feitas anteriormente, inclusive dos Anais da Comissão Mista sobre Anistia do Congresso Nacional. Naquela altura, a versão de suicídio alegada pelo laudo médico parecida falha.
A CEMDP solicitou novas diligências no ano seguinte, 1997, para confirmar a data da prisão do militante, que acabou sendo comprovada na data do dia 4 de maio, pelo depoimento de Maria Helena dos Santos. Também foi comprovado que o Comando Militar do Nordeste, assinado pelo general Cândido Vargas de Freire, comandante da 6ª Região Militar na época, não informava as ordens de prisão e soltura de Pedro Domiense de Oliveira.
O testemunho de Washington José de Souza, companheiro de prisão de Pedro Domiense, e sobrevivente da ditadura militar. José de Souza contribuiu com o seu depoimento e confirmou a informação de que o militante já falecido, tinha sido torturado por agentes do Estado, que não tiveram seus nomes revelados e expostos no processo. A certidão de óbito de Pedro não foi alterada, e continua como "suicídio através de intoxicação."

## Homenagens
Em Salvador, uma rua leva o nome de Pedro Domiense de Oliveira, no bairro de Castelo Branco, no CEP 41321-615. Embora não tenha recebido grandes homenagens diretas à sua pessoa, Pedro é citado em diversos relatórios e discursos de políticos brasileiros. No dia 1 de abril de 2014, quando o golpe militar completava 50 anos, o nome do ex-militante do PCB foi lembrado na lista de mortos e desaparecidos da Bahia, pelo deputado Waldenor Pereira, do Partido dos Trabalhadores (PT).
"Sr. Presidente, Sras. e Srs. Deputados, ao relembrar o golpe militar de 1964, que completou no dia de ontem 50 anos, queria destacar que no Estado da Bahia valorosos companheiros e companheiras foram vítimas da ditadura militar e tombaram em defesa da liberdade, em defesa da redemocratização do nosso País. No nosso Estado, o golpe militar teve uma forte incidência, apoiado que foi pelo grupo político dominante da época. A esses bravos companheiros e companheiras que tombaram em defesa da liberdade e da democracia, baianos, meus conterrâneos, a nossa homenagem, a nossa saudade e a nossa lembrança por terem lutado em favor da redemocratização do Brasil."
No dia 28 de setembro de 2011, o Estado de Pernambuco aprovou com unanimidade dos deputados da Assembléia Legislativa, o projeto de Lei nº336/2011 conhecido por instituir o "Dia Estadual em homenagem aos Mortos e Desaparecidos Políticos" durante a ditadura militar brasileira. O nome de Pedro Domiense também está incluso na lista de vítimas que sofreram repressão do governo brasileiro.
O livro "Mortos e Desaparecidos Baianos", lançado no dia 2 de abril de 2014 pela Secretaria da Educação do Estado da Bahia, dá destaque ao nome de Pedro que está entre os 28 citados no livro, que é um recorte do livro-relatório "Direito à Memória e à Verdade", da Secretaria Nacional de Direitos Humanos da Presidência da República. O exemplar virou referência para o estudo da temática nas escolas.